# Charles Burney
Pour les articles homonymes, voir Charles Burney (1825-1887) et Burney.
Charles Burney né le 7 avril 1726 à Shrewsbury, Shropshire, mort le 12 avril 1814 à Chelsea Londres, est un compositeur, musicologue et organiste anglais. Il est souvent considéré, avec John Hawkins et Johann Nikolaus Forkel, comme l'un des pères de la musicologie moderne.

## Biographie

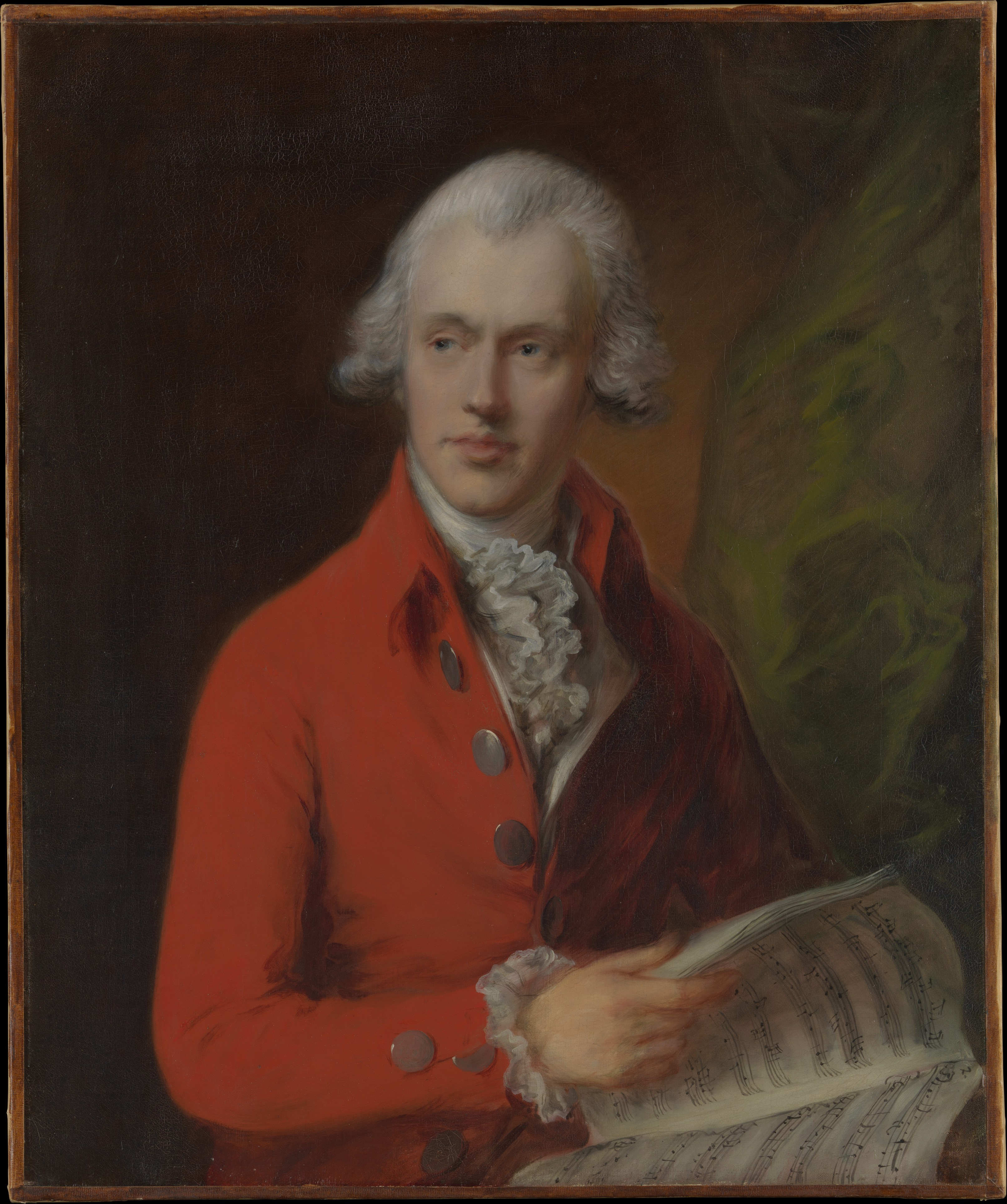
Charles Rousseau Burney (1747–1819)
v. 1780 par Thomas Gainsborough
Metropolitan Museum of Art

Élève de l'organiste Edmund Baker (lui-même disciple de John Blow) et de Thomas Arne, il voyage à travers l'Europe de 1770 à 1773. Il devient membre de la Royal Society et organiste de l'hôpital de Chelsea.
Membre du Literary Club, fondé par Samuel Johnson et Joshua Reynolds, aux côtés d'Oliver Goldsmith et de David Garrick. 
Il est le père de la romancière Frances Burney et de Jacques Burney. Sa fille aînée Hetty, épouse son neveu et élève Charles Rousseau Burney en 1770. Cet élève est lui-même compositeur et musicien virtuose et avec Hetty, ils auraient brillamment joué du clavecin.

## Œuvres
Charles Burney est souvent considéré, avec John Hawkins et Johann Nikolaus Forkel, comme l'un des pères de la musicologie moderne.
Il est surtout connu par son ouvrage A General History of Music, publié en quatre tomes entre 1776 et 1789. Burney avait rencontré durant ses voyages à travers l'Europe la plupart des musiciens et compositeurs importants et célèbres de son époque, ainsi que beaucoup de têtes couronnées, nobles et hommes politiques.
On lui doit aussi des concertos et des divertissements, une biographie de Haendel et des Mémoires sur Métastase (3 vol.1796).

## Partitions
- « Charles Burney » (partitions libres de droits), sur l'IMSLP